# Sancho Sanchez (clérigo)
Sancho Sanchez fue un trovador y clérigo gallego del siglo XIII.

## Biografía
No se conservan datos biográficos. Por la colocación de su obra en los cancioneros, se cree que fue un clérigo. El profesor José Antonio Souto Cabo encontró su nombre como testigo en una escritura de 1260 de la compra de unos terrenos en la parroquia de Cacheiras, municipio de Teo, por parte del deán de Santiago. En este documento se refiere a él como clérigo.  

## Obra
Se conservan 6 cantigas de amigo, además de una cantiga de amor de dudosa autoría.